# 파라과이볼로쥐
파라과이볼로쥐(Necromys lenguarum)는 비단털쥐과에 속하는 남아메리카 설치류이다. 국제 자연 보전 연맹(IUCN)에 의하면, 볼리비아와 파라과이, 페루에서 발견되며 아르헨티나와 브라질에서도 서식하는 것으로 추정된다. 세하두와 차코 지역, 히스 팜파스 지역을 포함한 해발 300~2,030m의 다양한 서식지에서 발견된다.

## 분류학
파라과이볼로쥐의 분류학적 상태는 아직 불확실하다. 한때는 검은볼로쥐의 아종으로 간주되었고, 일부는 털꼬리볼로쥐의 이명으로 간주하기도 한다. 미토콘드리아 DNA 분석에 의해 별도의 종으로 지지되고 있지만 종 각각의 정확한 분포 지역이 규명되어야 한다.

## 특징
파라과이볼로쥐는 중간 크기의 종으로 꼬리 길이 75mm를 포함하여 전체 몸길이가 약 190mm이다. 머리부터 몸까지 상체는 짙은 회색이며, 엉덩이는 황토색과 회색이다. 옆구리는 밝고 하체는 희고 누르스름한 색조를 띠기도 한다. 꼬리 윗면은 검고 아랫면은 희다. 손과 발은 윗면이 균일한 회색을 띤다.

## 분포
패튼(J. L. Patton)에 의하면 파라과이볼로쥐는 페루 남동부와 파라과이 서부, 브라질 남서부의 토착종이다. 볼리비아 동부와 아르헨티나 북부 후후이주와 차코주에서도 발견되는 등 좀더 널리 분포하는 것으로 추정되기 때문에 분포 지역을 다시 평가할 필요가 있다.

## 보전 상태
파라과이볼로쥐는 흔하게 발견되는 종으로 널리 분포한다. 전체 개체수가 많은 것으로 추정되며, 가축 목장을 위한 개간과 같은 서식지 교란에 대한 내성을 가지고 있다. 국제 자연 보전 연맹(IUCN)이 보전 등급을 "관심대상종"으로 분류하고 있다.